# 송련옥
송련옥(宋連玉, 1974년~)은 대한민국의 역사가이자, 사회학자이다.
재일 한국인이며, 일본군 ‘위안부’ 역사관 후원회의 공동대표인 동시에 문화센터 아리랑관장직을 맡고 있다.

## 저서, 역서
- 『한국의 역사―국정한국고등학교 역사교과서』송연옥(역), 曺昌淳(역)(아카시 서점, 1997) ISBN 978-4750308791
- 『한글을 배우자 기초편』김정숙 , 송련옥(백제사, 1999) ISBN 978-4891743703
- 『「위안부」・전시성 폭력 의 실태〈1〉일본・대만・조선편 녹색풍 출판, 2000) ISBN 978-4846100179
- 『내 문화 유산 답사기〈2〉산은 강을 넘지 못한다(한국의 학술과 문화)』兪弘濬（저）, 송련옥（역）
- 『총서 현대의 경제·사회와 젠더〈제3권〉일본 사회와 젠더』무타 가즈에, 가사마 지나미, 가와토 에이코, 후지메 유키, 가메구치 마카, 마루야마 시게루, 다케우치 게이코, 송연구마, 간 가오루, 미야케 요시코 (편집), 다케나카 에미코, 구바 우레코(아카시 서점, 2001) ISBN 978-4750315065
- 『변경의 마이너리티-소수 그룹의 삶 방법』데라야 히로미키, 나쓰메 히로아키, 송연구마, 구두미 일사(영보사 , 2002) ISBN 978-4269720619 ,
- 『미래를 일으키는 역사―동아시아 3국의 근현대사 』 일본 측 집필자는, 이타가키 류타, 오히타 준오, 카사하라 쥬쿠지, 가미토미코, 료타니 요코, 사이토 이치하루, 시바타 겐, 송연 구마, 다나카 행 의 ,俵義文, 平川宏子, 마쓰모토 다케시, 마루하마 에리코 (다카후미켄 , 2005)